# Hyesung Kang
Hyesung Kang est un astronome sud-coréen, vice-président de l'Union astronomique internationale de 2021 à 2027,.